# Wohnstadt (Überherrn)

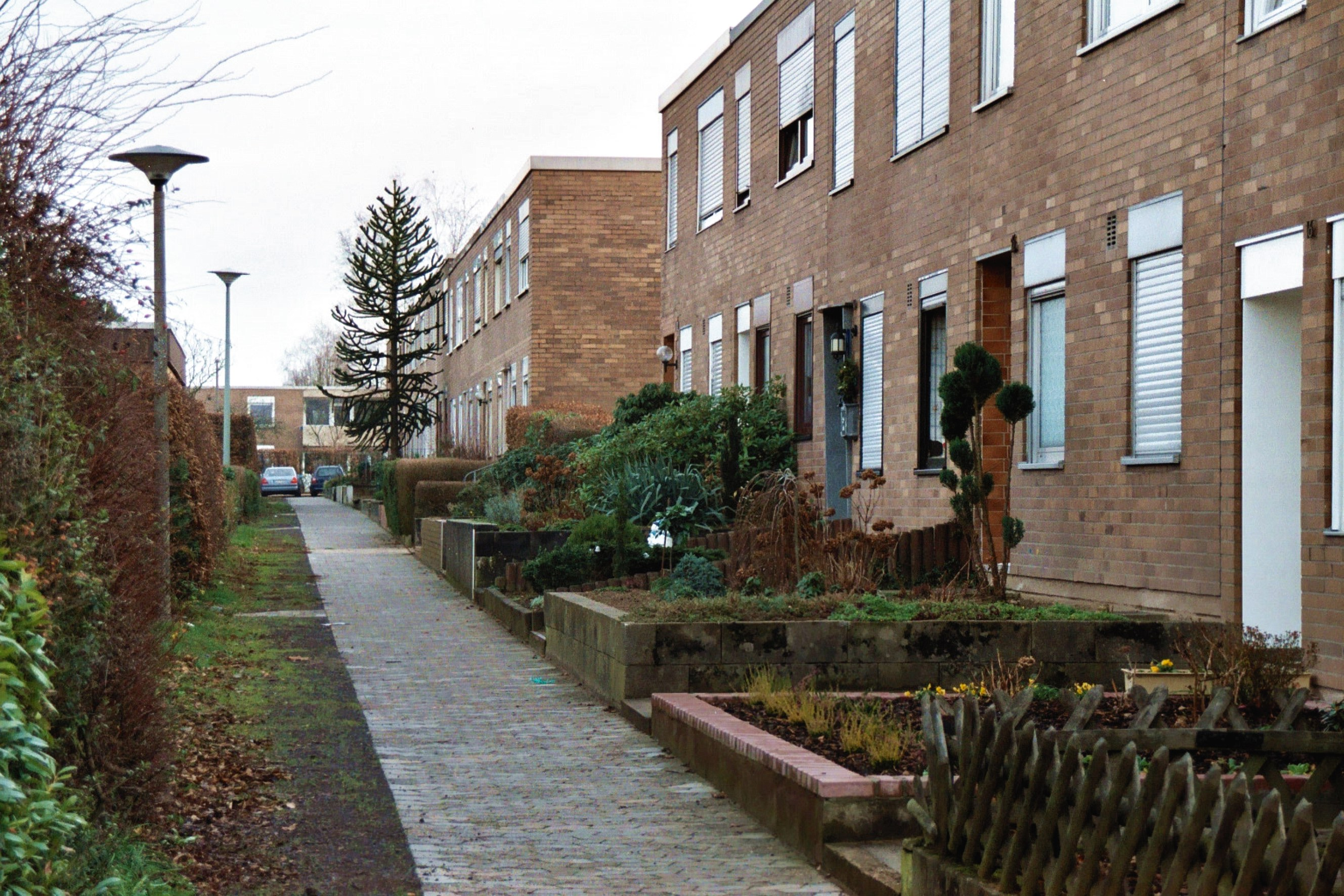
Typische Bauweise

Wohnstadt ist der Name eines Ortsteils der Gemeinde Überherrn im Landkreis Saarlouis (Saarland) mit 2131 Einwohnern (Stand: 31. Dezember 2010). Üblicherweise nennt man den Ortsteil „Die Wohnstadt“.

## Geschichte
In den späten 1950er Jahren war in Karlsbrunn im Warndt das Steinkohlebergwerk Warndt im Bau. Im circa 20 km entfernten Überherrn sollten Wohnungen für bis zu 20.000 Beschäftigte der Kohlegrube entstehen. 1959 wurde ein Städtebauwettberwerb ausgelobt. Es entstand eine Wohnanlage auf dem Reißbrett. Die ursprüngliche Planung wurde jedoch nie vollständig verwirklicht.
Es entstand ein Wohngebiet mit einer Fläche von rund 220 ha als Demonstrativbauprogramm mit finanzieller Förderung durch Bundes- und Landesregierung. Für Planung und Bauleitung waren die Architekten G. G. Dittrich aus Nürnberg, Karl Hanus aus Saarlouis sowie H. Schönecker aus St. Ingbert zuständig. Es wurden acht verschiedene Haustypen (mit A bis G bezeichnet) durch die Allgemeine Baugenossenschaft Völklingen 1904 eGmbH in Kooperation mit der Heimstätte Saarland errichtet. Nachfolgende Tabelle listet die wesentlichen Daten der Haustypen auf:
| Typ | Beschreibung                           | Räume           | Wohnfläche m² | Gartenfläche m² | Grundstücksgröße m² | Gesamtbaukosten (heutiger Wert) |
| --- | -------------------------------------- | --------------- | ------------- | --------------- | ------------------- | ------------------------------- |
| A   | 1-Familien-Teppichhaus                 | 4 ZKB, WC       | 100,30        | 154,18          | 276,16              | 75.000 DM (188.000 EUR)         |
| B   | 1-Familien-Teppichhaus                 | 3 ZKB, WC       | 87,17         | 126,34          | 233,67              | 67.800 DM (170.000 EUR)         |
| C   | 1-Familien-Teppichhaus                 | 5 ZKB, WC       | 113,94        | 182,01          | 318,76              | 80.700 DM (202.000 EUR)         |
| D   | 1-Familien-Gruppenhaus (eingeschossig) | 4 ZKB, WC       | 99,83         | 142,97          | 288,70              | 79.400 DM (199.000 EUR)         |
| E   | 1-Familien-Gruppenhaus (eingeschossig) | 3 ZKB, WC       | 86,08         | 139,42          | 253,70              | 71.500 DM (179.000 EUR)         |
| F   | 1-Familien-Gruppenhaus (eingeschossig) | 5 ZKB, WC       | 106,12        | 168,55          | 306,20              | 83.600 DM (210.000 EUR)         |
| G   | 1-Familien-Reihenhaus (zweigeschossig) | 5 ZKB, WC       | 96,42         | 149,31          | 218,75              | 73.300 DM (184.000 EUR)         |
| H   | 2-Familien-Reihenhaus (zweigeschossig) | 3 Z, 2 K, B, WC | 155,64        | 262,14          | 363,75              | 108.100 DM (271.000 EUR)        |

Die günstigen Preise der Häuser resultieren aus dem Bau durch ein gemeinnütziges Wohnungsunternehmen nach dem Kostendeckungsprinzip, d. h. ein Gewinn sollte nicht erzielt werden. Die angegebenen Gesamtbaukosten schlossen ein
- Grundstücks- und Erschließungskosten
- Baukosten einschl. Baunebenkosten
- Kosten der Außenanlage
- Küchenelement, bestehend aus Gasherd, Waschmaschine, Kühlschrank, kleiner Holzschrank sowie Spüle mit Nirosta-Abeckung

Die Häuser konnten von jedermann erworben werden. Innerhalb bestimmter Einkommensgrenzen (damals 750 DM im Monat für den Antragsteller zuzüglich 150 DM für Ehefrau sowie jedes Kind; entspricht heute etwa 1.880 EUR bzw. 380 EUR) konnte jedoch eine öffentliche Förderung (Darlehen von Land und Bund) in Anspruch genommen werden.
Die Planung erfolgte nach damals modernen Gesichtspunkten: Schaffung von Nachbarschaften, Trennung von Fahr- und Fußwegen, Schaffung von Grünflächen sowie ausgeprägte Zentrumsbildung. Auf diese Weise sollten „für die arbeitenden Menschen an der Saar nicht nur Wohnunterkünfte, sondern familiengerechte Heime als Stätte der Erholung geschaffen werden“.
Der erste Bauabschnitt umfasste 600 Wohnungen in Eigenheimen. 1965 konnten die ersten Familien einziehen. 1966 wurde die Schule der Wohnstadt in Betrieb genommen. Ab 1972 entstand ein Pfarrzentrum mit Kindergarten. 1979 wurde die Wohnstadt ein eigenständiger Ortsteil von Überherrn.

## Persönlichkeit Wohnstadt
- Gisela Bell (* 1949), saarländische Mundartdichterin, lebt seit 1995 in Wohnstadt